# Charles Richmond Mitchell
Charles Richmond Mitchell (Newcastle, 30 de novembro de 1872 – Edmonton, 16 de agosto de 1942) foi um advogado canadense, juiz, ministro do gabinete e ex-líder da Oposição Oficial na Assembléia Legislativa de Alberta.

## Início da vida
Charles R. Mitchell nasceu em Newcastle, New Brunswick. Na época, os Mitchells eram uma família local proeminente: o pai de Mitchell era o xerife do condado de Northumberland e seu tio era Peter Mitchell, um senador e depois primeiro-ministro de New Brunswick.
Ele foi para a Universidade de New Brunswick e King's College e fez o exame de New Brunswick em 1897. No ano seguinte, mudou-se para a Medicine Hat, naquela época nos Territórios do Noroeste e abriu uma próspera prática jurídica. Ele foi nomeado como juiz em 1907 para o Tribunal Distrital de Calgary e se juntou ao Arsenal pouco depois.

## Ministro do Gabinete
Mitchell foi eleito pela primeira vez em uma eleição suplementar no distrito eleitoral provincial de Medicine Hat em 29 de junho de 1910, depois que ele foi nomeado para o gabinete pelo primeiro-ministro Arthur Lewis Sifton em 1 de junho de 1910.
Mitchell serviu em dois cargos do gabinete como Ministro da Educação e Procurador Geral da província. Ele serviria por dois anos até se tornar Ministro das Obras Públicas em 4 de maio de 1912, abandonando os outros. Em 1913, na eleição geral de Alberta, Mitchell foi derrotado por Nelson Spencer, do Partido Conservador. Mitchell foi o único ministro do governo a derrotar essa eleição, mas foi uma das várias derrotas de alto nível em toda a província.
Após sua derrota nas eleições gerais de 1913, George Lane, o membro de Bow Valley, renunciou para fornecer uma cadeira para o ministro derrotado. Em 12 de junho de 1913, ele foi aclamado e mais uma vez voltou ao governo. Ele serviria Bow Valley como seu membro até sua renúncia em 1926.
Mitchell foi reconduzido ao Gabinete como Tesoureiro Provincial em 28 de novembro de 1913. Ele se tornou o primeiro tesoureiro não-premier na história de Alberta. Ele manteve essa posição até o governo ser derrotado em 1921.
Em 29 de abril de 1920, Mitchell foi nomeado para ser Ministro de Assuntos Municipais, além de ser o Tesoureiro.

## A derrota do governo
Mitchell foi um dos poucos membros do Partido Liberal que sobreviveu à derrota do governo em 1921. Após a renúncia de John R. Boyle ao judiciário em 27 de outubro de 1924, Mitchell se tornou o quinto líder do Partido Liberal de Alberta. Ele serviria como Líder da oposição oficial até ser nomeado em 1926 como juiz da Suprema Corte da Divisão de Apelação de Alberta, deixando seu lugar e posição como líder liberal. Ele se aposentou do Judiciário em 1936.
Mitchell morreu em 1942, em Edmonton, Alberta.